# Лаксо (комуна)
Комуна Лаксо (швед. Laxå kommun) — адміністративно-територіальна одиниця місцевого самоврядування, що розташована в лені Еребру у центральній Швеції.
Лаксо 145-а за величиною території комуна Швеції. Адміністративний центр комуни — місто Лаксо.

## Населення
Населення становить 5 571 осіб (станом на вересень 2012 року). 
| Кількість населення комуни Лаксо за 1900-2010 роки | Кількість населення комуни Лаксо за 1900-2010 роки | Кількість населення комуни Лаксо за 1900-2010 роки | Кількість населення комуни Лаксо за 1900-2010 роки | Кількість населення комуни Лаксо за 1900-2010 роки |
| -------------------------------------------------- | -------------------------------------------------- | -------------------------------------------------- | -------------------------------------------------- | -------------------------------------------------- |
| Рік                                                |                                                    |                                                    | Населення                                          |                                                    |
| 1900                                               | 1900                                               |                                                    | 8 104                                              | 8 104                                              |
| 1920                                               | 1920                                               |                                                    | 7 094                                              | 7 094                                              |
| 1940                                               | 1940                                               |                                                    | 6 340                                              | 6 340                                              |
| 1950                                               | 1950                                               |                                                    | 7 210                                              | 7 210                                              |
| 1970                                               | 1970                                               |                                                    | 9 536                                              | 9 536                                              |
| 1980                                               | 1980                                               |                                                    | 8 662                                              | 8 662                                              |
| 1990                                               | 1990                                               |                                                    | 7 622                                              | 7 622                                              |
| 2000                                               | 2000                                               |                                                    | 6 699                                              | 6 699                                              |
| 2010                                               | 2010                                               |                                                    | 5 686                                              | 5 686                                              |
| Джерело: SCB                                       |                                                    |                                                    |                                                    |                                                    |

## Населені пункти
Комуні підпорядковано 4 міські поселення (tätort) та низка сільських, більші з яких:
- Лаксо (Laxå)
- Фіннерея (Finnerödja)
- Гассельфорс (Hasselfors)
- Рефорс (Röfors)
- Тівед (Tived)
- Пурла (Porla)

## Міста побратими
Комуна підтримує побратимські контакти з такими муніципалітетами:
- Гревесмюлен, Німеччина

## Галерея

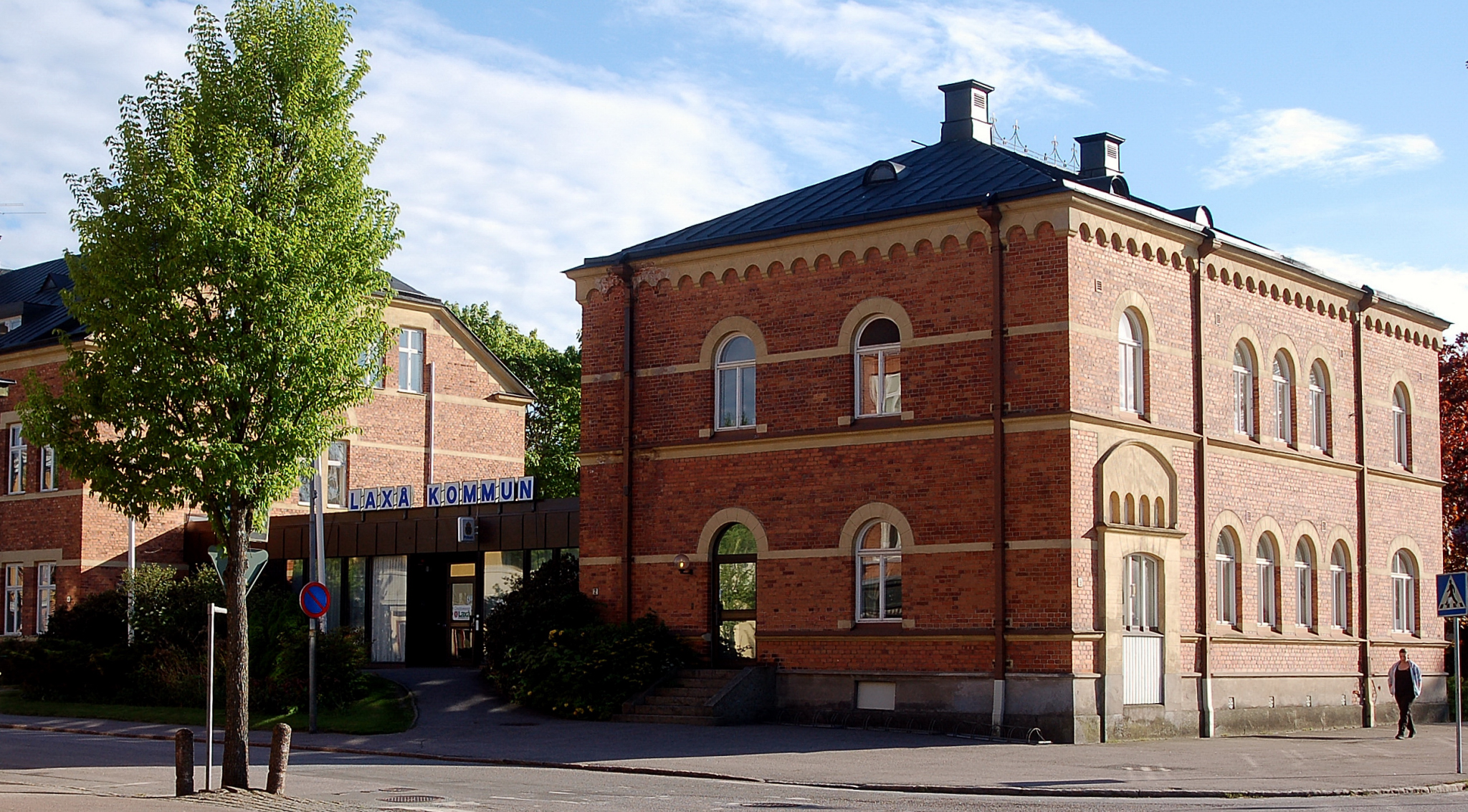
Управа комуни (Лаксо)
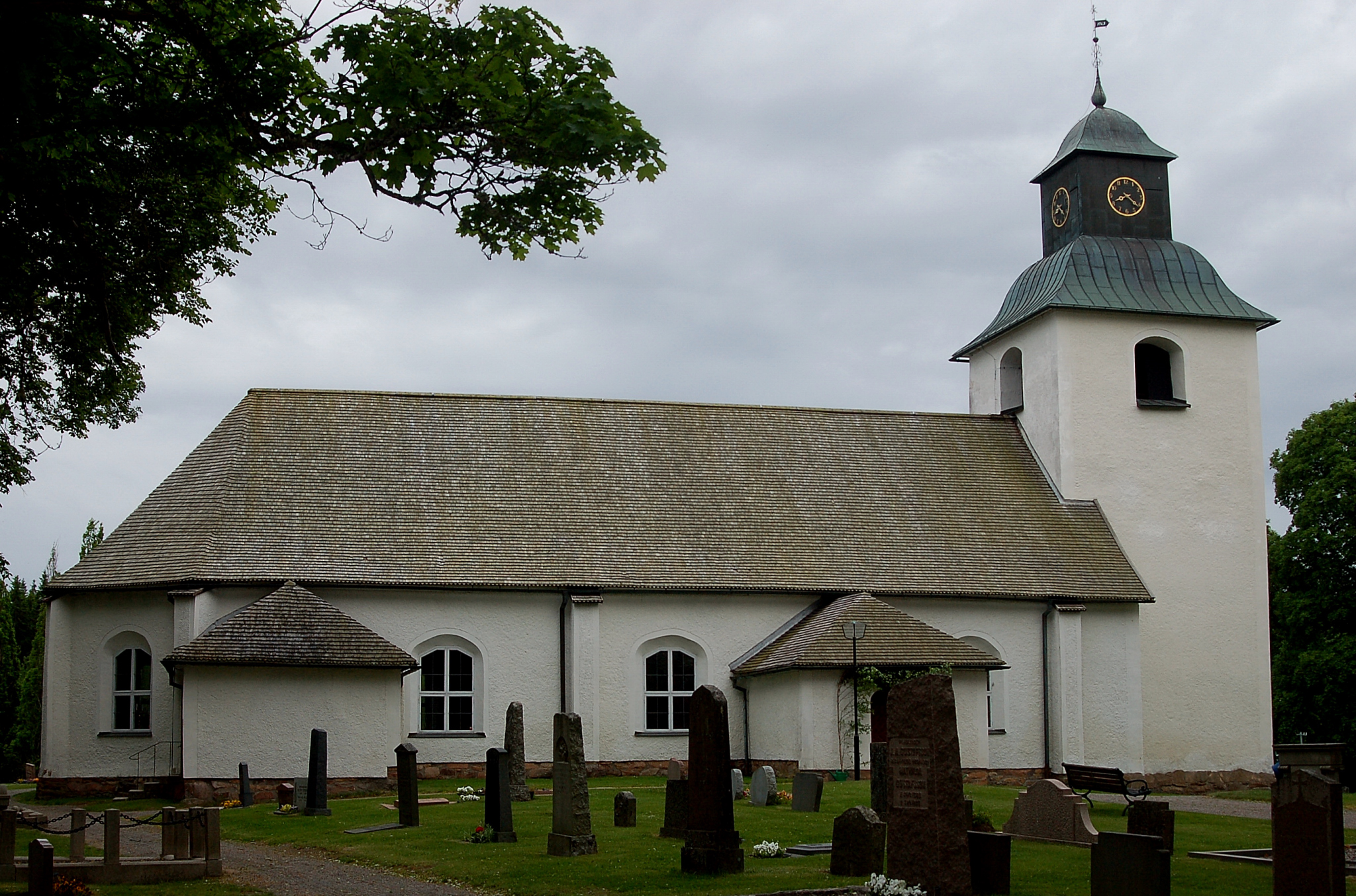
Церква (Фіннерея)
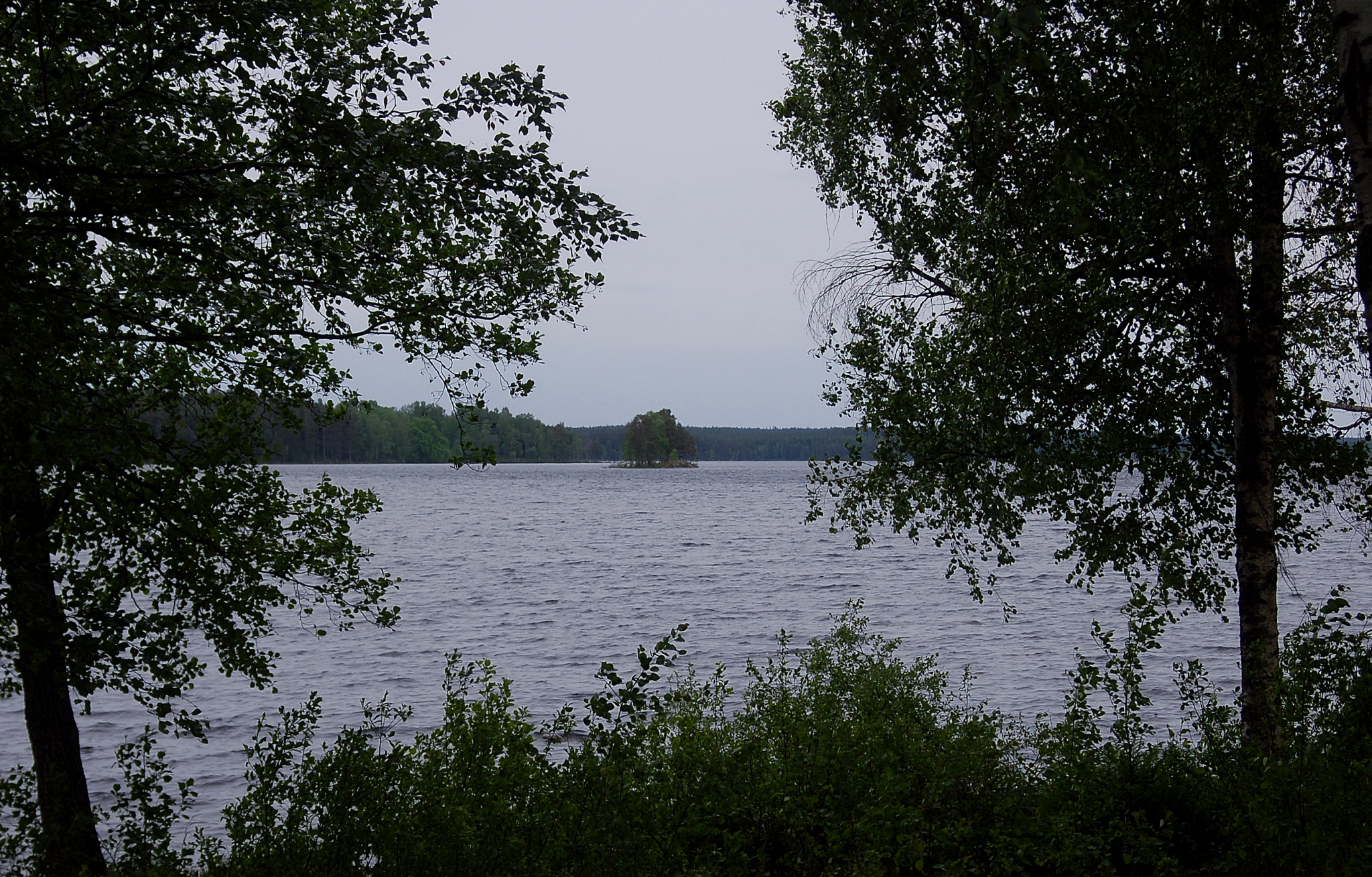
Озеро Будашен
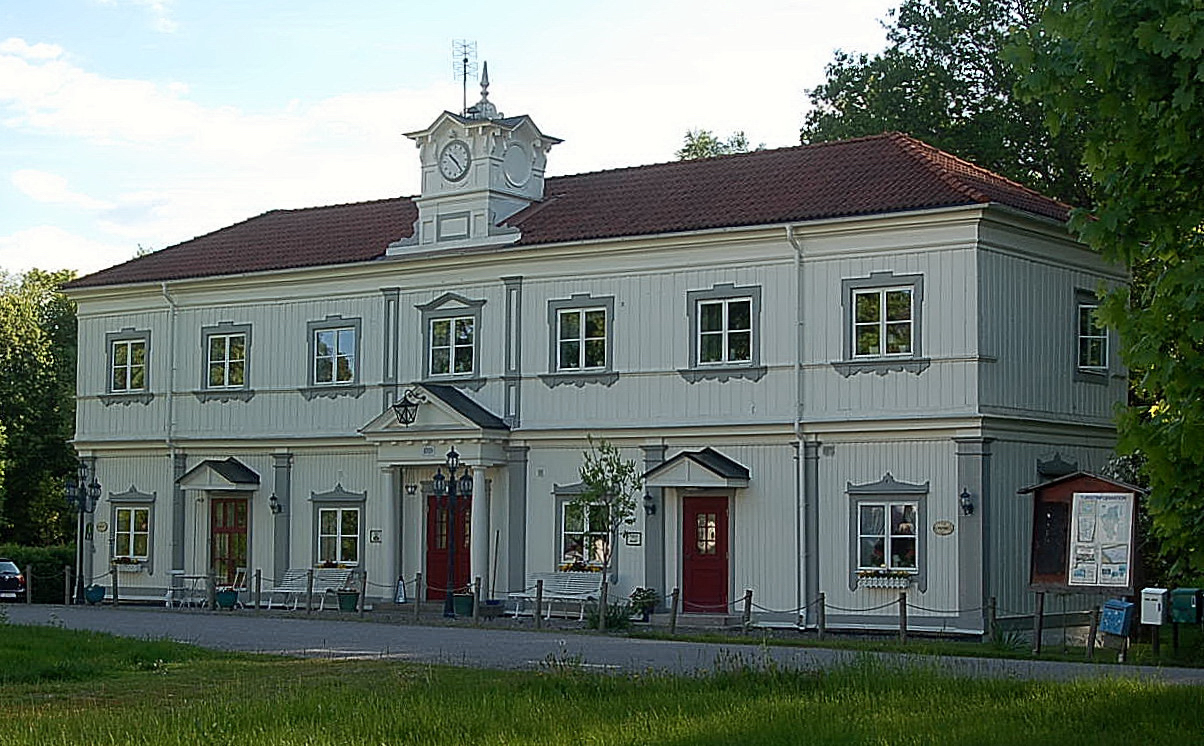
Пурла

## Виноски
1. ↑  Folkmangd i riket, lan och kommuner (шв.) . Центральне бюро статистики Швеції. Архів оригіналу за 20 серпня 2013. Процитовано 10 лютого 2013.